# Karl Anton Eckert

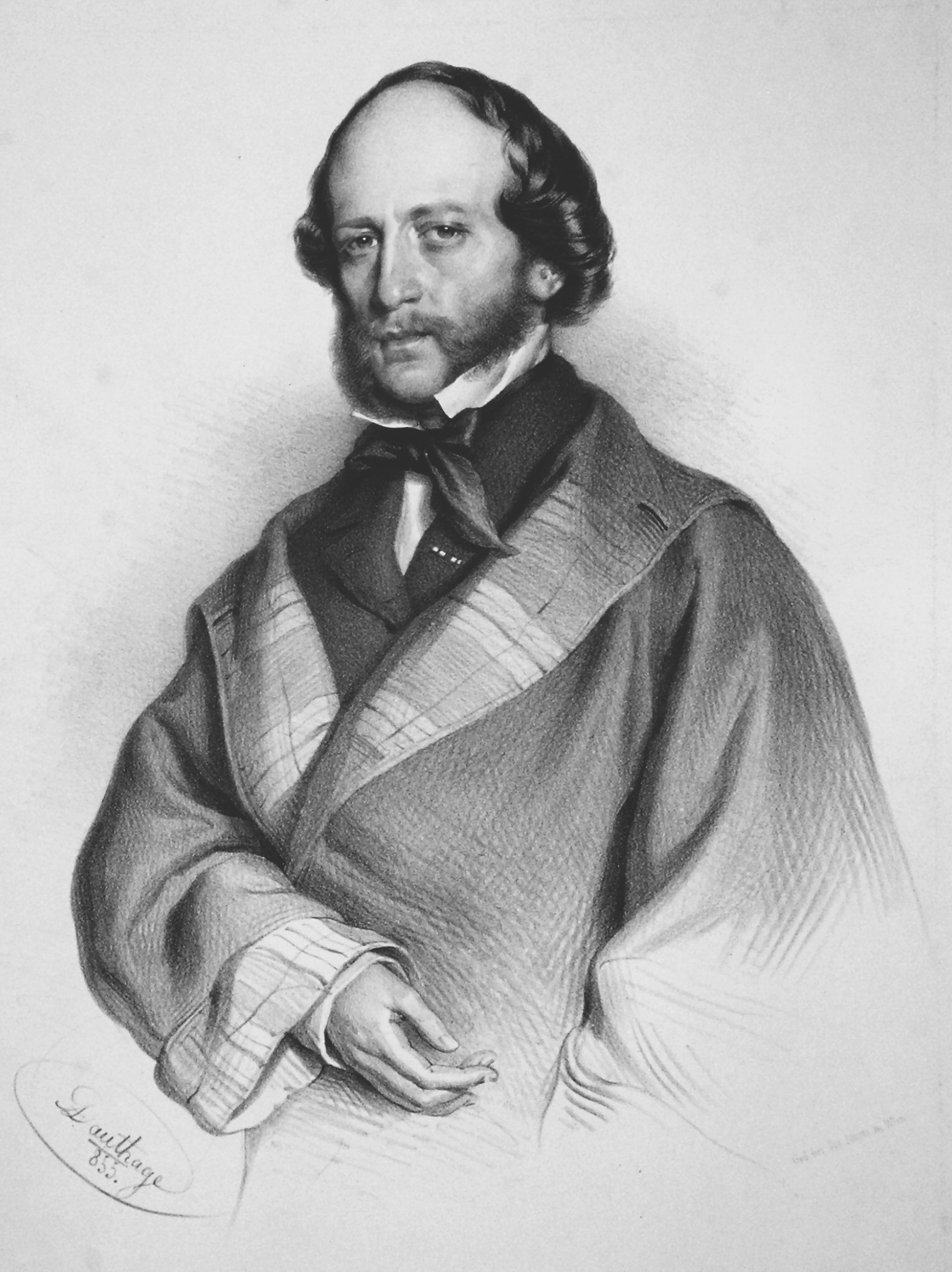
Karl Anton Eckert, Lithographie von Adolf Dauthage, 1855

Karl Anton Florian Eckert (* 7. Dezember 1820 in Potsdam; † 14. Oktober 1879 in Berlin) war ein deutscher Komponist.

## Leben
Früh verwaist, wurde Karl Eckert von dem Dichter Friedrich Christoph Förster adoptiert. Bereits um 1825 machte Eckert als musikalisches Wunderkind von sich reden. Förster ermöglichte ihm eine umfassende musikalische Ausbildung im Klavier-, Violin- und Hornspiel u. a. bei Karl Wilhelm Greulich, F. Bötticher und Hubert Ries sowie in Komposition bei Carl Friedrich Zelter und Carl Friedrich Rungenhagen. Zelter war auf Eckert aufmerksam geworden und holte ihn 1832 als Altist in die Sing-Akademie. Rungenhagen war von Eckert ebenfalls begeistert und nahm ihn als Schüler, später auch Mendelssohn in Leipzig, bei dem er seine Studien abschloss.
Unterstützt und gefördert von Zelter konnte Eckert bereits im Herbst 1832 mit einem Solokonzert als Pianist debütieren. 1830 trat er als Komponist mit der Oper „Das Fischermädchen“ und 1833 als gerade einmal 13-Jähriger als Dirigent mit seinem eigenen Oratorium „Ruth“ mit der Sing-Akademie an die Öffentlichkeit. Zwei Jahre darauf gab er sein erstes Konzert als Violinist.
Mitte der 1840er Jahre gehörte Eckert in Rom zu einem Künstlerkreis um Ludwig Landsberg, Eduard Franck und Théodore Gouvy. Später berief man ihn als Kapellmeister an die Königliche Hofoper, ein Amt, welches er bis zum Frühjahr 1848 innehatte. Während der Märzrevolution 1848 verließ Eckert Hals über Kopf Berlin und emigrierte nach Amsterdam, später nach Brüssel.
Anlässlich eines Konzerts in Paris lernte Eckert 1850 die Sängerin Henriette Sontag nebst ihrem Ehemann, dem Diplomaten Carlo Rossi kennen. Im darauffolgenden Jahr begleitete Eckert Sontag auf deren Tournee durch die USA, auf der die Sängerin an ihre früheren Erfolge anknüpfen konnte.
1853 kehrte Eckert nach Europa zurück. Er wurde 1853 Dirigent am Theater am Kärntnertor in Wien und war von 1858 bis 1860 dessen Direktor. Unter seiner Leitung bildeten die Erstaufführunge von Wagners Lohengrin (1858) und Tannhäuser (1859) die herausragenden Ereignisse. Im Jahre 1860 war er der erste Abonnementdirigent der Wiener Philharmoniker. Danach war er Hofkapellmeister in Stuttgart. Wilhelm I., der König von Preußen, berief Eckert 1868 wieder an die Königliche Hofoper in Berlin, wo er bis 1879 als Hofkapellmeister arbeitete. Zudem war er von 1875 bis 1879 Mitglied der Preußischen Akademie der Künste, Berlin, Sektion für Musik.
Neben seinen offiziellen Aufgaben an der Hofoper schuf Eckert ein kleines eigenes kompositorisches Werk und bearbeitete einige Werke früherer Musiker. Als enger Freund Richard Wagners, war es Eckerts Verdienst, mehrere Werke Wagners in Berlin zur Uraufführung gebracht zu haben.
Im Alter von 58 Jahren starb Karl Anton Eckert in Berlin.
Im Jahr 1875 wurde in Wien-Favoriten (10. Bezirk) die Eckertgasse nach ihm benannt.

## Werke (Auswahl)
- Das Fischermädchen. Singspiel, (1830)
- Das Käthchen von Nürnberg (Berlin Kgl.Oper 1837)
- Der Laborant von Riesengebirge. Oper, (Berlin Kgl.Oper 1838)
- Scharlatan. Oper, (Königsberg und Berlin 1840)
- Wilhelm von Oranien. Oper (Berlin 1846)
- Ruth. Oratorium
- Judith
- Sechs Lieder für eine Singstimme mit Begleitung des Pianoforte. op. 29. Berlin, Bote & Bock, 22 Seiten